# Onderzoek Amerikaanse Senaat naar belastingvrijstelling religieuze organisaties

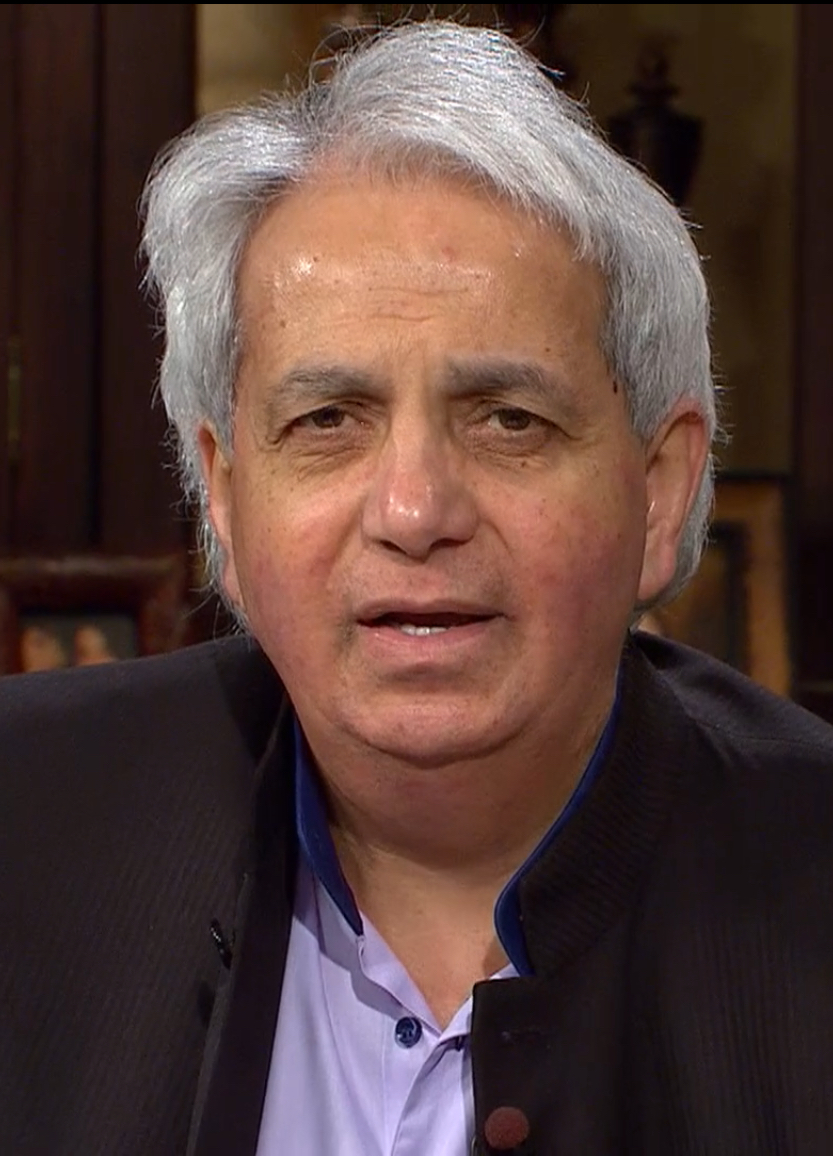
Hinn in 2019.

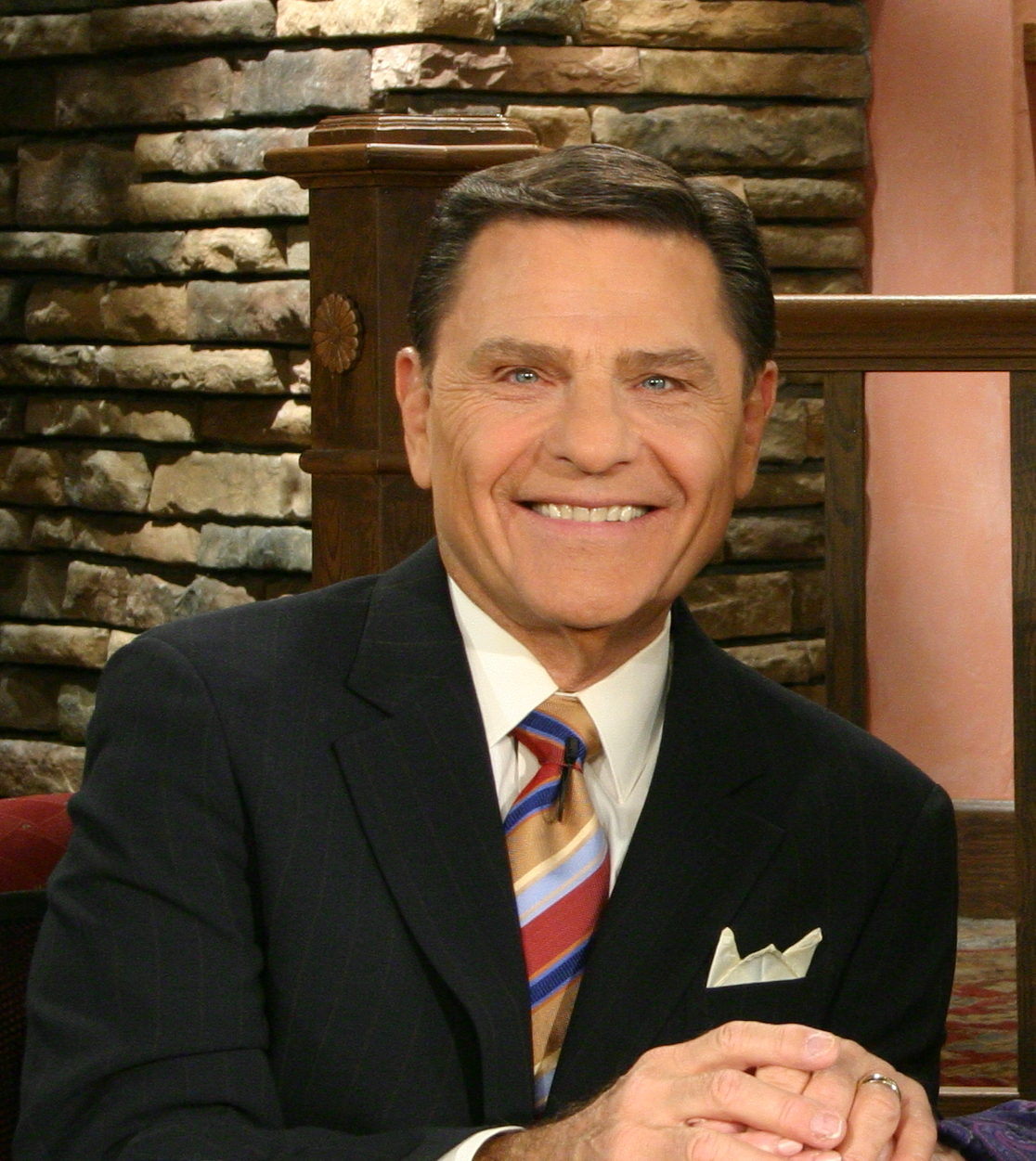
Copeland in 2011.

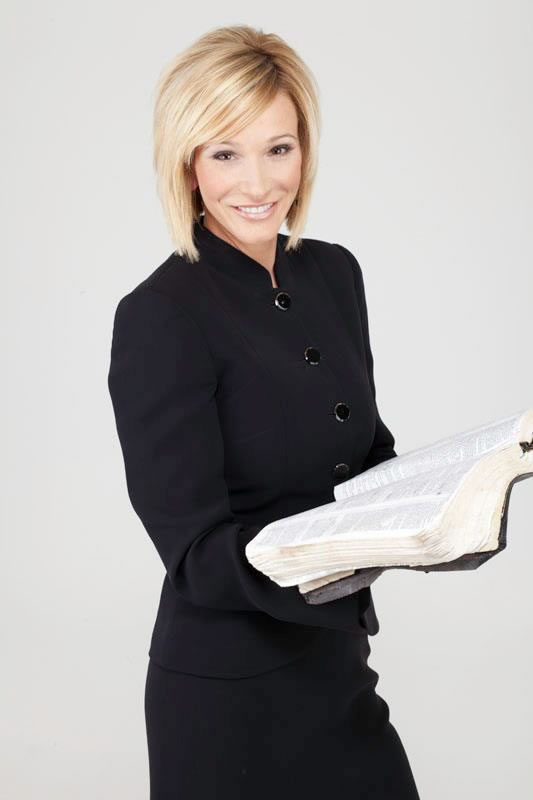
White in 2011.

Het onderzoek van de Amerikaanse senaat naar de belastingvrijstelling van religieuze organisaties werd verricht door de Amerikaanse Senaatscommissie voor Financiën en duurde van 2007 tot 2011.

## Achtergrond
Senator Chuck Grassley kondigde op 5 november 2007 een onderzoek aan naar zes christelijke organisaties. De aanleiding voor het onderzoek waren klachten geuit door het publiek en de media. De organisaties zouden zondanig zijn georganiseerd dat de beslissingsbevoegdheid lag bij een persoon (of familie), die zichzelf en naaste familie een royaal salaris toekende. Daarmee zouden de organisaties niet in aanmerking komen voor de belastingvrijstelling die geldt voor religieuze organisaties. De onderzoekers konden geen misstanden ontdekken waardoor verdere gevolgen uitbleven.

## Onderzochte organisatie

### Benny Hinn Ministries
Benny Hinn Ministries was een van de twee organisaties die meewerkte met het onderzoek. Volgens Grassley verschafte de organisatie alle informatie "en zelfs meer" dan waarom werd verzocht. De commissie concludeerde dat er vragen konden worden gesteld over het persoonlijk gebruik van luxe-goederen die eigendom waren van de kerk. Ook concludeerde de onderzoekscommissie dat er onvoldoende toezicht was. Bestuurscommissies waren vaak gevuld met vrienden en familie van de tele-evangelist.

### Bishop Eddie Long Ministries
Eddie Long weigerde mee te werken aan het onderzoek. Hij verschafte zelfs geen informatie over de hoogte van zijn salaris. De onderzoekscommissie vond geen misstanden. De weigering om mee te werken bleef zonder gevolgen. Wel leverde het onderzoek een deuk op in Longs imago waardoor hij fors minder donaties binnenkreeg.

### Paula White Ministries
Paula White Ministries werkte slechts gedeeltelijk mee. De commissie kon geen misstanden vaststellen. White interpreteerde de uitkomst als dat de naam van haar organisatie gezuiverd was.

### Creflo Dollar Ministries
De organisatie van Creflo Dollar weigerde mee te werken. Zij vond dat de Senaatscommissie niet de bevoegdheid had om religieuze groepen te onderzoeken. Die bevoegdheid lag volgens hen bij de Amerikaanse belastingdienst.

### Kenneth Copeland Ministries
Kenneth Copelands organisatie werkte gedeeltelijk mee aan het onderzoek dat er op gericht was of Copeland persoonlijk financieel profijt had getrokken van donaties. De commissie vond geen overtredingen, waardoor het onderzoek zonder gevolgen bleef.

### Joyce Meyer Ministries
Evangeliste Joyce Meyer werkte volledig mee aan het onderzoek en beantwoorde vragen over bijvoorbeeld de cosmetische chirurgie die zij had ondergaan. Naar aanleiding van het onderzoek ontstond er onrust voor de aankoop van een ladekast ter waarde van drieëntwintigduizend dollar. Meyer verontschuldigde zich voor de aankoop - ze was niet scherp genoeg op de prijs geweest - en nam maatregelen voor de verbetering van de financiële transparantie.